# ジョン・マナーズ (第7代ラトランド公爵)

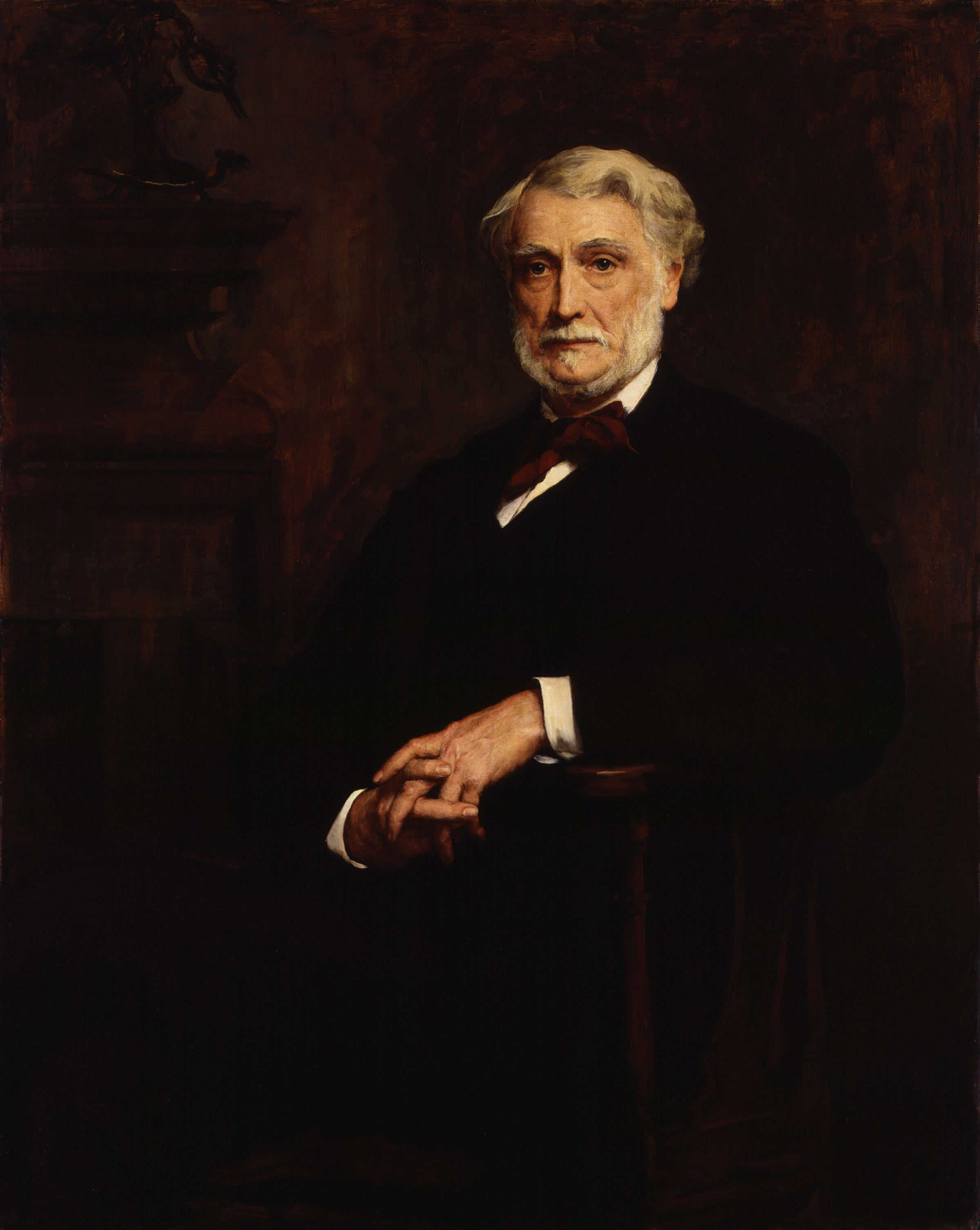
7代ラトランド公（ウォルター・ウィリアム・ウーレス画、
ナショナル・ポートレート・ギャラリー蔵）

第7代ラトランド公爵ジョン・ジェイムズ・ロバート・マナーズ（英: John James Robert Manners, 7th Duke of Rutland, KG, GCB, PC、1818年12月13日 - 1906年8月4日）は、イギリスの貴族、政治家。
ヴィクトリア朝期の保守党の政治家であり、若手議員の頃にはディズレーリらとともに「ヤング・イングランド」を結成して封建主義的・反自由主義的活動を行った。自由主義的な保守党党首ピールが党を去った後、保守党政権下で閣僚職を歴任した。
兄チャールズからラトランド公爵位を継承する1888年以前は「ジョン・マナーズ卿（Lord John Manners）」の儀礼称号を使用していた。

## 経歴
1818年12月13日にイングランドのレスターシャーにあるラトランド公爵家の居城ビーヴァー城に生まれる。父は第5代ラトランド公爵ジョン・マナーズ、母はその夫人で第5代カーライル伯爵フレデリック・ハワードの娘エリザベス。ジョンは夫妻の四男であり、長兄と次兄は早世しているが、三兄に保守党の庶民院院内総務を務めた後に第6代ラトランド公爵を継承するチャールズがいる。また末弟のジョージも政治家で、20年以上にわたって保守党所属庶民院議員を務めた。
イートン・カレッジを経てケンブリッジ大学トリニティ・カレッジで学び、1839年に修士号（M.A.）を取得。その後、リンカーン法曹院に入学。
1841年、ノッティンガムシャー州ニューアーク選挙区に保守党から立候補してウィリアム・グラッドストンとともに当選、1847年まで務めた。その後1850年から1857年までエセックス州コルチェスター選挙区選出の、1857年から1885年まで北レスターシャー州選挙区選出の、1885年から襲爵により貴族院へ移る1888年までレスターシャー州メルトン選挙区選出の庶民院議員。
所属政党は保守党だったが、議員生活の初めの頃には1841年イギリス総選挙で初当選した同期のベンジャミン・ディズレーリ（後の初代ビーコンズフィールド伯爵）、ジョージ・スマイズ（後の第7代ストラングフォード子爵）、アレグザンダー・ベイリー＝コクラン（後の初代ラミントン男爵）らとともに党内反執行部グループ「ヤング・イングランド」を形成していた。「ヤング・イングランド」は1843年から保守党党首であるピール首相に公然と反抗するようになった。当時ピールを応援していたヴィクトリア女王からも睨まれるようになり、1844年に女王はラトランド公爵に対して息子をもっとしっかり監督するよう圧力をかけている。
1844年にはディズレーリとともに工業地帯を視察した。ディズレーリはこの体験をもとに格差問題を説く政治小説『カニングスビー』『シビル』を執筆している。『シビル』に登場するエグレモントやディズレーリ晩年の小説『エンディミオン』に登場するワンダーシェアの思想は、ジョン・マナーズ卿のそれに基づいている。また彼は同年アシュリー卿の主導で提出された工場法改正案にも積極的に賛成した。同案はこの時は廃案となるが、1847年に「1847年工場法（通称十時間労働法）」として成立した。
保守党は1846年に穀物法存廃をめぐって分裂し、ディズレーリや「ヤング・イングランド」の穀物法廃止反対運動により、ピール内閣は穀物法廃止と引き換えに総辞職を余儀なくされ、穀物自由貿易を支持する保守党議員は分党した（ピール派）。マナーズやスマイズが1845年のMaynooth Grant法案へ賛成したことで「ヤング・イングランド」に発生していた亀裂は、このときスマイズがピールに従ったことで決定的となった。保守党に残ったジョン・マナーズ卿は党内の主流派となり、1852年中に成立した保守党政権の第一次ダービー伯爵内閣に建設長官として初入閣している。また1858年から1859年に成立した第二次ダービー伯爵内閣、1866年から1868年に成立した第三次ダービー伯爵内閣とこれに続く第一次ディズレーリ内閣においても同じポストで入閣している。
1874年から1880年の第二次ディズレーリ内閣には郵政長官として入閣し、1880年にはバス勲章ナイトグランドクロス（GCB）を受勲している。
1885年から1886年の第一次ソールズベリー侯爵内閣にも郵政長官として入閣した。
1886年から1892年の第二次ソールズベリー侯爵内閣にはランカスター公領大臣として入閣した。1888年3月に子供のない兄チャールズが死去し、第7代ラトランド公爵位を継承、貴族院議員に転じる。1891年にガーター勲章勲爵士（KG）を受勲し、1896年には新たに連合王国貴族の爵位「カウンティ・オヴ・レスターにおけるビーヴァーのルース男爵（Baron Roos of Belvoir, in the County of Leicester）」を与えられた。ランカスター公領大臣を退任した1892年をもって彼の閣僚としてのキャリアは終わったが、以後も政治への興味を持ち続けた。1903年にはジョゼフ・チェンバレンが提唱した帝国特恵関税制度に対して支持を表明している。
1906年8月4日にビーヴァー城で死去し、同地に葬られた。

## 人物

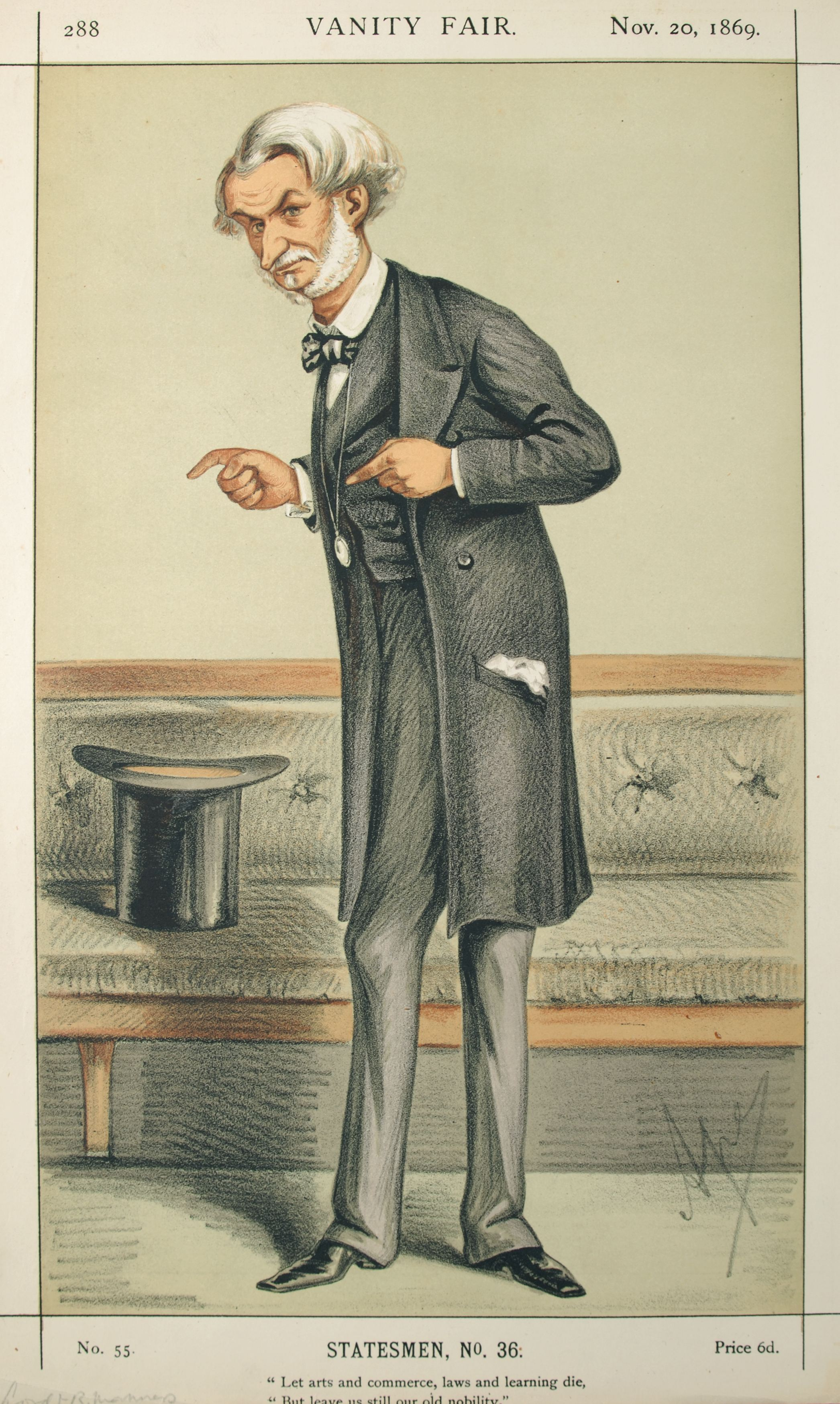
1869年11月20日の『バニティ・フェア』誌に描かれた似顔絵。
(画)カルロ・ペレグリーニ

「浪漫トーリー主義者」として知られ、復古主義者であった。ますます高まっていく自由主義的・功利的思考の風潮に反対していた。封建主義社会を理想としており、兄に宛てた手紙の中で「封建制度はいまだ製粉機ほど完全に機能したことはない。身も心も一人の人間に絶対的に委ねる。そうした社会を私は少しも悪い状態の社会だとは思わない」と述べている。
宗教面でも宗教改革以前の「純粋で腐敗のない宗教」に復古することを目指すオックスフォード運動のフレデリック・ウィリアム・フェーバーに強い影響を受けていた。芸術分野でもゴシック様式を復活させることに熱心であった。

## 家族
1851年にキャサリン・マーレイと結婚し、彼女との間に第8代ラトランド公爵となる長男ヘンリーを儲けた。1854年にキャサリンと死別し、1862年にはジャネッタ・ヒューアンと再婚。彼女との間に三男一女を儲けている。